# Kondashetti Halli, Bangalore North
Kondashetti Halli là một làng thuộc tehsil Bangalore North, huyện Bangalore Urban, bang Karnataka, Ấn Độ.